# (36521) 2000 QR79
2000 QR79 (asteroide 36521) é um asteroide da cintura principal. Possui uma excentricidade de 0.18499110 e uma inclinação de 13.35305º.
Este asteroide foi descoberto no dia 24 de agosto de 2000 por LINEAR em Socorro.